# FC St. Pauli
A Fußball-Club St. Pauli von 1910 e.V., vagy röviden FC St. Pauli nevű német sportegyesület székhelye Hamburg egyik kerületrészében, St. Pauliban van.

## Sikerek
- 2. Bundesliga (II.) bajnok: 2024
- 2. Bundesliga (II.) ezüstérmes: 1988, 1995, 2010
- 2. Bundesliga Nord (II.) bajnok: 1977
- Regionalliga Nord (II.) bajnok: 1964, 1966, 1972, 1973
- Oberiga Nord (IV.) bajnok: 1981, 1983, 1986
- Regionalliga Nord (IV.) bajnok: 2007

## Stadion

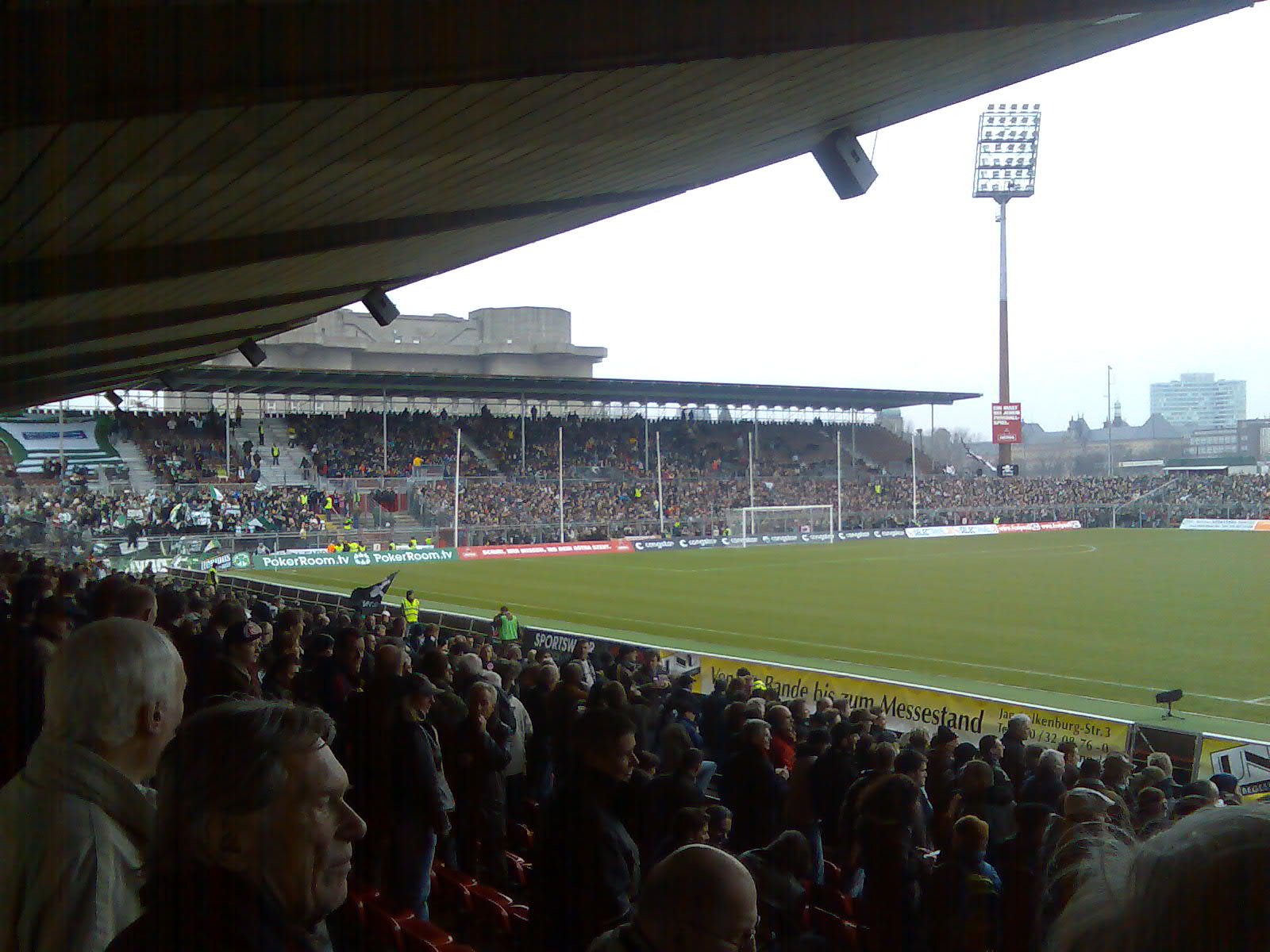

- Név – Millerntor-Stadion
- Város – Hamburg
- Kapacitás – 24.487
- Nyitás – 1963

## Híres játékosok
| - Zlatan Bajramović - Ivan Klasnić - Ivo Knoflíček - Ján Kocian - Ozaki Kazuo - Mijaicsi Rjó | - Jang Csen (Yang Chen) - Ali Reza Mansourian - Ari Hjelm - Tore Pedersen - Jurij Szavicsev | - Michél Mazingu-Dinzey - Yuri Savichev - Carlos Augusto Zambrano - Christian Rahn | - Paul Caligiuri - Cory Gibbs - Helmut Schön - Max Kruse - Andrij Polunin |

## Jelenlegi keret
2024. október 23. szerint
| #  |     | Poszt | Név                             |
| -- | --- | ----- | ------------------------------- |
| 1  | GER | K     | Ben Voll                        |
| 2  | GRE | V     | Manolísz Szalikász              |
| 3  | EST | V     | Karol Mets                      |
| 4  | AUT | V     | David Nemeth                    |
| 5  | GER | V     | Hauke Wahl                      |
| 7  | AUS | KP    | Jackson Irvine (csapatkapitány) |
| 8  | SWE | KP    | Eric Smith                      |
| 10 | LUX | CS    | Danel Sinani                    |
| 11 | GER | CS    | Johannes Eggestein              |
| 14 | WAL | KP    | Fin Stevens                     |
| 16 | GER | KP    | Carlo Boukhalfa                 |
| 17 | ENG | CS    | Dapo Afolayan                   |
| 18 | SCO | CS    | Scott Banks                     |
| 19 | DEN | CS    | Andreas Albers                  |
| 20 | SWE | KP    | Erik Ahlstrand                  |

| #  |     | Poszt | Név                                       |
| -- | --- | ----- | ----------------------------------------- |
| 21 | GER | V     | Lars Ritzka                               |
| 22 | BIH | K     | Nikola Vasilj                             |
| 23 | GER | V     | Philipp Treu                              |
| 24 | AUS | KP    | Connor Metcalfe                           |
| 25 | GER | V     | Adam Dżwigala                             |
| 26 | TUN | CS    | Eliász Szaad                              |
| 27 | GER | CS    | Simon Zoller                              |
| 28 | GER | K     | Sören Ahlers                              |
| 29 | GUI | KP    | Morgan Guilavogui (Kölcsönben a Léns-től) |
| 30 | GER | K     | Sascha Burchert                           |
| 32 | GER | K     | Eric Oelschläge                           |
| 33 | BRA | CS    | Maurides                                  |
| 34 | GER | V     | Muhammad Dahaba                           |
| 39 | GER | KP    | Robert Wagner (Kölcsönben a Freiburg-tól) |

## Edzők
A St. Pauli trénerei 1963-tól napjainkig
| - Otto Westphal (1963–64) - Kurt Krause (1965–67) - Erwin Türk (1968–71) - Edgar Preuß (1971–72) - Karl-Heinz Mülhausen (1972–74) - Kurt Krause (1974–76) - Diethelm Ferner (1976–78) - Sepp Piontek (1978–79) - Kuno Böge (1979–82) - Michael Lorkowski (1982–86) - Willi Reimann (1986–87) - Helmut Schulte (1987–91) | - Horst Wohlers (1991–92) - Josef Eichkorn (1992) - Michael Lorkowski (1992) - Josef Eichkorn (1992–94) - Uli Maslo (1994–97) - Klaus-Peter Nemet (1997) - Eckhard Krautzun (1997) - Gerhard Kleppinger (1997–99) - Willi Reimann (1999–00) - Dietmar Demuth (2000–02) - Joachim Philipkowski (2002) - Franz Gerber (2002–04) | - Andreas Bergmann (2004–06) - Holger Stanislawski (2006–07) - André Trulsen (2007–08) - Holger Stanislawski (2008–11) - André Schubert (2011–12) - Thomas Meggle (2012) - Michael Frontzeck (2012–13) - Roland Vrabec (2013–14) - Thomas Meggle (2014) - Ewald Lienen (2014–) |